# Caliber Comics
Caliber Comics est une société d'édition de comics fondée en 1989. Après avoir cessé ses activités en 2001 à cause de problèmes financiers, elle est relancée en 2014.

## Historique
En 1989 Gary Reed, alors propriétaire d'une chaîne de quatre magasins, fonde la société Caliber Comics qui publie des comics comme The Crow de James O'Barr et des œuvres de Brian Michael Bendis, Jill Thompson, Guy Davis, Joe Pruett entre autres. La société se porte bien mais a du mal à résister à la crise des comics de 1993-1994. Elle dure cependant jusqu'en 2001. En 2014, Gary Reed décide de la relancer mais il meurt en 2016. Les autres membres de Caliber Comics parviennent toutefois à maintenir la société qui publie dorénavant plutôt des romans graphiques.

## Publications selective
- Goldfish de Brian Michael Bendis
- Cavewoman: Rain
- The Crow (comics)
- Black OPS vol 1-3 de Michael Kasner (Graphic Novels)
- CADE  vol 1-3 de Neil Hunter (Graphic Novels)
- Deadworld de Stuart Kerr, Ralph Griffith et Vince Locke
- Fire (Image Comics) de Brian Michael Bendis
- Kingdom of the Wicked d'Ian Edginton et D'Israeli
- Maze Agency de Mike W. Barr
- Mr. Monster (Doc Stearn...Mr. Monster) de Michael T. Gilbert
- Negative Burn
- Nowheresville
- Oz (comics) de Stuart Kerr, Ralph Griffith et Bill Bryan
- Sunshine Doom 1971 d'Andrea Amenta et Stefano Cardoselli
- Whitley Strieber's Beyond Communion (comics)
- The Worlds of H.P. Lovecraft